# AFC Champions League Elite 2024-2025
L'AFC Champions League Elite 2024-2025 è stata la 43ª edizione della massima competizione calcistica per club dell'Asia, la prima sotto questo nome. Con il nuovo formato, la competizione vede l'introduzione della fase campionato, in due diversi gironi (est e ovest).
Il torneo è il terzo dall'edizione 2002-2003 a svolgersi da settembre a maggio, invece che nell'arco di un anno solare.
Il vincitore del torneo, l'Al-Ahli, ha ottenuto automaticamente la qualificazione all'edizione 2025-2026, se non sarà già automaticamente qualificato attraverso il proprio campionato nazionale. Inoltre ha ottenuto la qualificazione alla Coppa Intercontinentale FIFA 2025 e alla Coppa del mondo per club FIFA 2029.
La squadra campione in carica era l'Al-Ain, che aveva vinto l'edizione 2023-2024 della AFC Champions League.

## Assegnazione dei posti
Le 47 federazioni membri dell'AFC sono classificate nel ranking in base alle prestazioni dei club nelle ultime quattro stagioni delle competizioni AFC. Gli slot sono assegnati secondo i seguenti criteri:
- Le federazioni sono suddivise in due regioni
  - La regione ovest comprende 25 federazioni dalla Federazione calcistica dell'Asia occidentale (WAFF), dalla Federazione calcistica dell'Asia meridionale (SAFF) e dalla Federazione calcistica dell'Asia centrale (CAFA)
  - La regione est comprende le altre 22 federazioni, membri della ASEAN Football Federation (AFF) e della Federazione calcistica dell'Asia orientale (EAFF)
  - La AFC può riallocare le federazioni ad un'altra regione se necessario
- Per ogni regione, le prime 6 associazioni in base al ranking sono ammesse alla competizione.
- Per ogni regione, la fase a gironi prevede un girone con 11 slot diretti, mentre l'ultimo rimanente viene assegnato tramite i turni preliminari. Gli slot per ogni regione si definiscono come segue:

| Posizione della federazione in base al coefficiente AFC per nazioni | Numero di squadre partecipanti | Numero di squadre qualificate per la fase a gironi | Numero di squadre qualificate per la fase preliminare |
| ------------------------------------------------------------------- | ------------------------------ | -------------------------------------------------- | ----------------------------------------------------- |
| 1                                                                   | 3                              | 3                                                  | 0                                                     |
| 2-3                                                                 | 3                              | 2                                                  | 1                                                     |
| 4                                                                   | 2                              | 1                                                  | 1                                                     |
| 5-6                                                                 | 1                              | 1                                                  | 0                                                     |

- I detentori della AFC Champions League 2023-2024 e della Coppa dell'AFC 2023-2024 ottengono uno slot per la fase a gironi nel caso in cui non dovessero qualificarsi attraverso il proprio campionato nazionale. Valgono le seguenti regole:
  - Se i detentori della AFC Champions League o della Coppa dell'AFC provengono da nazioni nei primi sei posti del ranking, le loro associazioni mantengono gli stessi slot nella fase preliminare, e la squadra rimpiazza la squadra di fascia più bassa della loro federazione. In caso contrario, la federazione ottiene uno slot extra per la fase preliminare, e la squadra non rimpiazza nessun club della stessa federazione.
  - Se i detentori di AFC Champions League e Coppa dell'AFC provengono dalla stessa federazione che abbia uno slot per la fase preliminare, la loro federazione ottiene uno slot extra per la fase preliminare e inoltre rimpiazza la squadra di fascia più bassa della sua federazione.
  - I detentori della AFC Champions League o della Coppa dell'AFC sono considerati come la squadra di fascia più bassa della loro federazione se non rimpiazzano alcun team della loro federazione.
- Se un'associazione nei primi 6 posti del ranking non soddisfa uno dei criteri della AFC Champions League, i loro slot per la fase a gironi sono convertiti in slot per la fase preliminare e le qualificazioni ai gironi sono ridistribuite come segue:
  - Per ogni associazione, il numero massimo di slot totali è quattro e il numero massimo il slot diretti è tre.
  - Se un'associazione dal terzo al sesto posto nel ranking ottiene uno slot extra alla fase a gironi, perde uno slot alla fase preliminare, che non viene redistribuito.
  - Se un'associazione dal quinto al sesto posto nel ranking ottiene due slot extra alla fase a gironi, perde uno slot alla fase preliminare, che non viene redistribuito.
- Se un'associazione dal settimo al decimo posto nel ranking non soddisfa uno dei criteri della AFC Champions League, il loro slot per la fase a gironi viene convertito in uno slot per la fase preliminare e la qualificazione ai gironi è assegnata alla federazione successiva (undicesima o dodicesima nel ranking), questa inoltre perde uno slot alla fase preliminare, che non viene redistribuito.
- Se una associazione che abbia unicamente slot alla fase preliminare, non soddisfa uno dei criteri della AFC Champions League, lo slot viene perso e non redistribuito.
- Il numero massimo di slot per ciascuna federazione è un terzo del numero totale di squadre nella massima divisione di quello stato.

### Ranking delle federazioni
| Valutazione per la AFC Champions League Elite 2024-2025 | Valutazione per la AFC Champions League Elite 2024-2025 |
| ------------------------------------------------------- | ------------------------------------------------------- |
|                                                         | Rispetta i criteri                                      |
|                                                         | Non rispetta i criteri                                  |

| Posizione | Posizione | Associazione        | Punti  | Slot          | Slot        |
| Posizione | Posizione | Associazione        | Punti  | Fase a Girone |             |
| Regione   | AFC       | Associazione        | Punti  | Fase a Girone | Preliminare |
| --------- | --------- | ------------------- | ------ | ------------- | ----------- |
| 1         | 1         | Arabia Saudita      | 93.795 | 3             | 0           |
| 2         | 4         | Qatar               | 75.950 | 2             | 1           |
| 3         | 5         | Iran                | 72.018 | 2             | 1           |
| 4         | 6         | Emirati Arabi Uniti | 64.129 | 1+1           | 1           |
| 5         | 9         | Uzbekistan          | 45.006 | 1             | 0           |
| 6         | 10        | Iraq                | 36.901 | 1             | 0           |
| Totale    | Totale    | Totale              | Totale | 11            | 3           |
| Totale    | Totale    | Totale              | Totale | 14            |             |

| Posizione | Posizione | Associazione  | Punti  | Slot          | Slot        |
| Posizione | Posizione | Associazione  | Punti  | Fase a Girone |             |
| Regione   | AFC       | Associazione  | Punti  | Fase a Girone | Preliminare |
| --------- | --------- | ------------- | ------ | ------------- | ----------- |
| 1         | 2         | Giappone      | 91.821 | 3             | 0           |
| 2         | 3         | Corea del Sud | 88.925 | 2 3           | 1 0         |
| 3         | 7         | Cina          | 57.630 | 2             | 1           |
| 4         | 8         | Thailandia    | 49.470 | 1             | 1           |
| 5         | 11        | Australia     | 33.380 | 1             | 0           |
| 6         | 13        | Malaysia      | 29.951 | 1             | 0           |
| Totale    | Totale    | Totale        | Totale | 10 11         | 3 2         |
| Totale    | Totale    | Totale        | Totale | 13            |             |

## Squadre partecipanti

### Lista
I club sono ordinati in base al coefficiente AFC della federazione di appartenenza. Accanto ad ogni club è indicata la posizione in classifica nel rispettivo campionato.
| Fase campionato   | Fase campionato     | Fase campionato         | Fase campionato        |
| Ovest             | Ovest               | Est                     | Est                    |
| ----------------- | ------------------- | ----------------------- | ---------------------- |
| Al-AinCL (3º)     | Al-Hilal (1º)       | C.C. MarinersCA (1º)    | Vissel Kōbe (1º)       |
| Al-Nassr (2º)     | Al-Ahli (3º)        | Yokohama F·Marinos (2º) | Kawasaki Frontale (CW) |
| Al-Sadd (1º)      | Al-Rayyan (2º)      | Ulsan HD (1º)           | Pohang Steelers (2º)   |
| Persepolis (1º)   | Esteghlal (2º)      | Gwangju (3º)            | Shanghai Haigang (1º)  |
| Al-Wasl (1º)      | Paxtakor (1º)       | Shanghai Shenhua (CW)   | Buriram Utd (1º)       |
| Al-Shorta (1º)    |                     | Johor Darul Ta'zim (1º) |                        |
| Play-off          |                     |                         |                        |
| Al-Gharafa (3º)   |                     | Shandong Taishan (2º)   | Bangkok Utd (CW)       |
| Turno preliminare |                     |                         |                        |
| Sepahan (CW)      | Shabab Al-Ahli (2º) |                         |                        |

## Calendario
| Fase                        | Turno             | Data Sorteggio   | Andata                        | Ritorno                       |
| --------------------------- | ----------------- | ---------------- | ----------------------------- | ----------------------------- |
| Qualificazioni              | Turno preliminare | Nessun sorteggio | 6 agosto 2024                 | 6 agosto 2024                 |
| Qualificazioni              | Play-off          | Nessun sorteggio | 13 agosto 2024                | 13 agosto 2024                |
| Fase campionato             | Prima giornata    | 16 agosto 2024   | 16-18 settembre 2024          | 16-18 settembre 2024          |
| Fase campionato             | Seconda giornata  | 16 agosto 2024   | 30 settembre - 2 ottobre 2024 | 30 settembre - 2 ottobre 2024 |
| Fase campionato             | Terza giornata    | 16 agosto 2024   | 21-23 ottobre 2024            | 21-23 ottobre 2024            |
| Fase campionato             | Quarta giornata   | 16 agosto 2024   | 4-6 novembre 2024             | 4-6 novembre 2024             |
| Fase campionato             | Quinta giornata   | 16 agosto 2024   | 25-27 novembre 2024           | 25-27 novembre 2024           |
| Fase campionato             | Sesta giornata    | 16 agosto 2024   | 2-4 dicembre 2024             | 2-4 dicembre 2024             |
| Fase campionato             | Settima giornata  | 16 agosto 2024   | 3-4, 11-12 febbraio 2025      | 3-4, 11-12 febbraio 2025      |
| Fase campionato             | Ottava giornata   | 16 agosto 2024   | 17-19 febbraio 2025           | 17-19 febbraio 2025           |
| Fase a eliminazione diretta | Ottavi di finale  | Nessun sorteggio | 3-5 marzo 2025                | 10-12 marzo 2025              |
| Fase a eliminazione diretta | Quarti di finale  | 17 marzo 2025    | 25-26 aprile 2025             | 25-26 aprile 2025             |
| Fase a eliminazione diretta | Semifinali        | 17 marzo 2025    | 29-30 aprile 2025             | 29-30 aprile 2025             |
| Fase a eliminazione diretta | Finale            | 17 marzo 2025    | 4 maggio 2025                 | 4 maggio 2025                 |

## Fase preliminare
Nella fase a qualificazione, ogni incrocio è disputato in partita singola. I tempi supplementari e i calci di rigore sono usati per decidere il vincitore, se necessario. I vincitori di ogni incrocio dei play-off ottengono la qualificazione per la fase a gironi insieme alle 14 squadre qualificate automaticamente. Tutti i perdenti in ogni turno entrano nella fase a gironi della AFC Champions League Two 2024-2025.

### Turno preliminare
| Squadra 1        | Risultato        | Squadra 2        |
| Zona Occidentale | Zona Occidentale | Zona Occidentale |
| ---------------- | ---------------- | ---------------- |
| Sepahan          | 1 - 4 (dts)      | Shabab Al-Ahli   |

### Play-off
| Squadra 1        | Risultato        | Squadra 2        |
| Zona Occidentale | Zona Occidentale | Zona Occidentale |
| ---------------- | ---------------- | ---------------- |
| Al-Gharafa       | 1 - 0            | Shabab Al-Ahli   |
| Zona Orientale   |                  |                  |
| Shandong Taishan | 1 - 1 (4-3 dtr)  | Bangkok Utd      |

## Fase a campionato
La fase a campionato della AFC Champions League Elite vede la partecipazione di 24 squadre divise in due gironi, uno per le squadre dell'Asia Occidentale e uno per quelle dell'Asia orientale, da 12 squadre ciascuno. Ognuna delle squadre partecipanti alla fase a campionato giocherà 8 partite; al termine dell'ottava giornata le squadre che si saranno collocate nelle prime otto posizioni del rispettivo girone otterranno l'accesso per la fase finale della competizione.
Il sorteggio per la fase di campionato si è svolto il 16 agosto all'InterContinental Hotel di Kuala Lumpur, in Malaysia.
La fase a campionato si svolgerà dal 16 settembre 2024 al 19 febbraio 2025
.

### Squadre partecipanti
Al-Sadd

 Al-Rayyan

 Al-Gharafa

Squadre di Riyadh 

 Al-Hilal

 Ulsan Hyundai

 Pohang Steelers

Squadre di Tokyo 

 Kawasaki Frontale

 Yokohama F. Marinos

Squadre di Shanghai 

 Shanghai Port

 Esteghlal

| Fase campionato | Fase campionato | Fase campionato         | Fase campionato        |
| Ovest           | Ovest           | Est                     | Est                    |
| --------------- | --------------- | ----------------------- | ---------------------- |
| Al-AinCL (3º)   | Al-Hilal (1º)   | C.C. MarinersCA (1º)    | Vissel Kōbe (1º)       |
| Al-Nassr (2º)   | Al-Ahli (3º)    | Yokohama F·Marinos (2º) | Kawasaki Frontale (CW) |
| Al-Sadd (1º)    | Al-Rayyan (2º)  | Ulsan HD (1º)           | Pohang Steelers (2º)   |
| Persepolis (1º) | Esteghlal (2º)  | Gwangju (3º)            | Shanghai Haigang (1º)  |
| Al-Wasl (1º)    | Paxtakor (1º)   | Shanghai Shenhua (CW)   | Buriram Utd (1º)       |
| Al-Shorta (1º)  |                 | Johor Darul Ta'zim (1º) |                        |

### Girone Ovest
| Pos. | Squadra    | Pt | G | V | N | P | GF | GS | DR  |
| ---- | ---------- | -- | - | - | - | - | -- | -- | --- |
| 1.   | Al-Hilal   | 22 | 8 | 7 | 1 | 0 | 26 | 7  | +19 |
| 2.   | Al-Ahli    | 22 | 8 | 7 | 1 | 0 | 21 | 8  | +13 |
| 3.   | Al-Nassr   | 17 | 8 | 5 | 2 | 1 | 17 | 6  | +11 |
| 4.   | Al-Sadd    | 12 | 8 | 3 | 3 | 2 | 10 | 9  | +1  |
| 5.   | Al-Wasl    | 11 | 8 | 3 | 2 | 3 | 8  | 12 | -4  |
| 6.   | Esteghlal  | 9  | 8 | 2 | 3 | 3 | 8  | 9  | -1  |
| 7.   | Al-Rayyan  | 8  | 8 | 2 | 2 | 4 | 8  | 12 | -4  |
| 8.   | Paxtakor   | 7  | 8 | 1 | 4 | 3 | 4  | 6  | -2  |
| 9.   | Persepolis | 7  | 8 | 1 | 4 | 3 | 6  | 10 | -4  |
| 10.  | Al-Gharafa | 7  | 8 | 2 | 1 | 5 | 10 | 18 | -8  |
| 11.  | Al-Shorta  | 6  | 8 | 1 | 3 | 4 | 7  | 17 | -10 |
| 12.  | Al-Ain     | 2  | 8 | 0 | 2 | 6 | 11 | 22 | -11 |

#### Calendario
|         | 1ª giornata          |     |
|         |                      |     |
| 16 set. | Al Ain-Al Sadd       | 1-1 |
| 16 set. | Al Shorta-Al Nassr   | 1-1 |
| 16 set. | Esteghlal-Al Gharafa | 3-0 |
| 16 set. | Al Ahli-Persepolis   | 1-0 |
| 17 set. | Paxtakor-Al Wasl     | 0-1 |
| 17 set. | Al Rayyan-Al Hilal   | 1-3 |

|         | 2ª giornata         |     |
|         |                     |     |
| 30 set. | Al Sadd-Esteghlal   | 2-0 |
| 30 set. | Persepolis-Paxtakor | 1-1 |
| 30 set. | Al Wasl-Al Ahli     | 0-2 |
| 30 set. | Al Nassr-Al Rayyan  | 2-1 |
| 1° ott. | Al Gharafa-Al Ain   | 4-2 |
| 1° ott. | Al Hilal-Al Shorta  | 5-0 |

|         | 1ª giornata          |     |
|         |                      |     |
| 16 set. | Al Ain-Al Sadd       | 1-1 |
| 16 set. | Al Shorta-Al Nassr   | 1-1 |
| 16 set. | Esteghlal-Al Gharafa | 3-0 |
| 16 set. | Al Ahli-Persepolis   | 1-0 |
| 17 set. | Paxtakor-Al Wasl     | 0-1 |
| 17 set. | Al Rayyan-Al Hilal   | 1-3 |

|         | 2ª giornata         |     |
|         |                     |     |
| 30 set. | Al Sadd-Esteghlal   | 2-0 |
| 30 set. | Persepolis-Paxtakor | 1-1 |
| 30 set. | Al Wasl-Al Ahli     | 0-2 |
| 30 set. | Al Nassr-Al Rayyan  | 2-1 |
| 1° ott. | Al Gharafa-Al Ain   | 4-2 |
| 1° ott. | Al Hilal-Al Shorta  | 5-0 |

|         | 3ª giornata        |     |
|         |                    |     |
| 21 ott. | Al Shorta-Paxtakor | 0-0 |
| 21 ott. | Al Sadd-Persepolis | 1-0 |
| 21 ott. | Al Ain-Al Hilal    | 4-5 |
| 21 ott. | Al Rayyan-Al Ahli  | 1-2 |
| 22 ott. | Esteghlal-Al Nassr | 0-1 |
| 22 ott. | Al Gharafa-Al Wasl | 1-2 |

|        | 4ª giornata           |     |
|        |                       |     |
| 4 nov. | Al Wasl-Al Sadd       | 1-1 |
| 4 nov. | Al Ahli-Al Shorta     | 5-1 |
| 4 nov. | Persepolis-Al Gharafa | 1-1 |
| 4 nov. | Al Hilal-Esteghlal    | 3-0 |
| 5 nov. | Paxtakor-Al Rayyan    | 0-1 |
| 5 nov. | Al Nassr-Al Ain       | 5-1 |

|         | 3ª giornata        |     |
|         |                    |     |
| 21 ott. | Al Shorta-Paxtakor | 0-0 |
| 21 ott. | Al Sadd-Persepolis | 1-0 |
| 21 ott. | Al Ain-Al Hilal    | 4-5 |
| 21 ott. | Al Rayyan-Al Ahli  | 1-2 |
| 22 ott. | Esteghlal-Al Nassr | 0-1 |
| 22 ott. | Al Gharafa-Al Wasl | 1-2 |

|        | 4ª giornata           |     |
|        |                       |     |
| 4 nov. | Al Wasl-Al Sadd       | 1-1 |
| 4 nov. | Al Ahli-Al Shorta     | 5-1 |
| 4 nov. | Persepolis-Al Gharafa | 1-1 |
| 4 nov. | Al Hilal-Esteghlal    | 3-0 |
| 5 nov. | Paxtakor-Al Rayyan    | 0-1 |
| 5 nov. | Al Nassr-Al Ain       | 5-1 |

|         | 5ª giornata          |     |
|         |                      |     |
| 25 nov. | Al Ain-Al Ahli       | 1-2 |
| 25 nov. | Esteghlal-Paxtakor   | 0-0 |
| 25 nov. | Al Gharafa-Al Nassr  | 1-3 |
| 25 nov. | Al Rayyan-Persepolis | 1-1 |
| 26 nov. | Al Shorta-Al Wasl    | 1-3 |
| 26 nov. | Al Sadd-Al Hilal     | 1-1 |

|        | 6ª giornata          |     |
|        |                      |     |
| 2 dic. | Persepolis-Al Shorta | 2-1 |
| 2 dic. | Al Ahli-Esteghlal    | 2-2 |
| 2 dic. | Al Wasl-Al Rayyan    | 1-1 |
| 2 dic. | Al Nassr-Al Sadd     | 1-2 |
| 3 dic. | Paxtakor-Al Ain      | 1-1 |
| 3 dic. | Al Hilal-Al Gharafa  | 3-0 |

|         | 5ª giornata          |     |
|         |                      |     |
| 25 nov. | Al Ain-Al Ahli       | 1-2 |
| 25 nov. | Esteghlal-Paxtakor   | 0-0 |
| 25 nov. | Al Gharafa-Al Nassr  | 1-3 |
| 25 nov. | Al Rayyan-Persepolis | 1-1 |
| 26 nov. | Al Shorta-Al Wasl    | 1-3 |
| 26 nov. | Al Sadd-Al Hilal     | 1-1 |

|        | 6ª giornata          |     |
|        |                      |     |
| 2 dic. | Persepolis-Al Shorta | 2-1 |
| 2 dic. | Al Ahli-Esteghlal    | 2-2 |
| 2 dic. | Al Wasl-Al Rayyan    | 1-1 |
| 2 dic. | Al Nassr-Al Sadd     | 1-2 |
| 3 dic. | Paxtakor-Al Ain      | 1-1 |
| 3 dic. | Al Hilal-Al Gharafa  | 3-0 |

|        | 7ª giornata         |     |
|        |                     |     |
| 3 feb. | Al Ain-Al Rayyan    | 1-2 |
| 3 feb. | Esteghlal-Al Shorta | 1-1 |
| 3 feb. | Al Sadd-Al Ahli     | 1-3 |
| 3 feb. | Al Nassr-Al Wasl    | 4-0 |
| 4 feb. | Al Gharafa-Paxtakor | 1-0 |
| 4 feb. | Al Hilal-Persepolis | 4-1 |

|         | 8ª giornata         |     |
|         |                     |     |
| 17 feb. | Paxtakor-Al Sadd    | 2-1 |
| 17 feb. | Al Shorta-Al Ain    | 2-0 |
| 17 feb. | Persepolis-Al Nassr | 0-0 |
| 17 feb. | Al Ahli-Al Gharafa  | 4-2 |
| 18 feb. | Al Rayyan-Esteghlal | 0-2 |
| 18 feb. | Al Wasl-Al Hilal    | 0-2 |

|        | 7ª giornata         |     |
|        |                     |     |
| 3 feb. | Al Ain-Al Rayyan    | 1-2 |
| 3 feb. | Esteghlal-Al Shorta | 1-1 |
| 3 feb. | Al Sadd-Al Ahli     | 1-3 |
| 3 feb. | Al Nassr-Al Wasl    | 4-0 |
| 4 feb. | Al Gharafa-Paxtakor | 1-0 |
| 4 feb. | Al Hilal-Persepolis | 4-1 |

|         | 8ª giornata         |     |
|         |                     |     |
| 17 feb. | Paxtakor-Al Sadd    | 2-1 |
| 17 feb. | Al Shorta-Al Ain    | 2-0 |
| 17 feb. | Persepolis-Al Nassr | 0-0 |
| 17 feb. | Al Ahli-Al Gharafa  | 4-2 |
| 18 feb. | Al Rayyan-Esteghlal | 0-2 |
| 18 feb. | Al Wasl-Al Hilal    | 0-2 |

### Girone Est
| Pos.  | Squadra            | Pt      | G | V | N | P | GF | GS | DR  |
| ----- | ------------------ | ------- | - | - | - | - | -- | -- | --- |
| 1.    | Yokohama Marinos   | 18      | 7 | 6 | 0 | 1 | 21 | 7  | +14 |
| 2.    | Kawasaki Frontale  | 15      | 7 | 5 | 0 | 2 | 13 | 4  | +9  |
| 3.    | Johor Darul Ta'zim | 14      | 7 | 4 | 2 | 1 | 16 | 8  | +8  |
| 4.    | Gwangju            | 14      | 7 | 4 | 2 | 1 | 15 | 9  | +6  |
| 5.    | Vissel Kōbe        | 13      | 7 | 4 | 1 | 2 | 14 | 9  | +5  |
| 6.    | Buriram Utd        | 12      | 8 | 3 | 3 | 2 | 7  | 12 | -5  |
| 7.    | Shanghai Shenhua   | 10      | 8 | 3 | 1 | 4 | 13 | 12 | +1  |
| 8.    | Shanghai Haigang   | 8       | 8 | 2 | 2 | 4 | 10 | 18 | -8  |
| 9.    | Pohang Steelers    | 6       | 7 | 2 | 0 | 5 | 9  | 17 | -8  |
| 10.   | Ulsan HD           | 3       | 7 | 1 | 0 | 6 | 4  | 16 | -12 |
| 11.   | C.C. Mariners      | 1       | 7 | 0 | 1 | 6 | 8  | 18 | -10 |
| [ 7 ] | Shandong Taishan   | Escluso |   |   |   |   |    |    |     |

#### Calendario
|         | 1ª giornata                      |     |
|         |                                  |     |
| 17 set. | Gwangju-Yokohama F Marinos       | 7-3 |
| 17 set. | Shandong Taishan-CC Mariners     | 3-1 |
| 17 set. | Buriram United-Vissel Kobe       | 0-0 |
| 17 set. | Shanghai Shenhua-Pohang Steelers | 4-1 |
| 18 set. | Ulsan HD-Kawasaki Frontale       | 0-1 |
| 18 set. | Shanghai Port-Johor Darul Ta'zim | 2-2 |

|         | 2ª giornata                          |     |
|         |                                      |     |
| 1º ott. | CC Mariners-Buriram United           | 1-2 |
| 1º ott. | Kawasaki Frontale-Gwangju            | 0-1 |
| 1º ott. | Pohang Steelers-Shanghai Port        | 3-0 |
| 1º ott. | Johor Darul Ta'zim- Shanghai Shenhua | 3-0 |
| 2 ott.  | Vissel Kobe-Shandong Taishan         | 2-1 |
| 2 ott.  | Yokohama F Marinos-Ulsan HD          | 4-0 |

|         | 1ª giornata                      |     |
|         |                                  |     |
| 17 set. | Gwangju-Yokohama F Marinos       | 7-3 |
| 17 set. | Shandong Taishan-CC Mariners     | 3-1 |
| 17 set. | Buriram United-Vissel Kobe       | 0-0 |
| 17 set. | Shanghai Shenhua-Pohang Steelers | 4-1 |
| 18 set. | Ulsan HD-Kawasaki Frontale       | 0-1 |
| 18 set. | Shanghai Port-Johor Darul Ta'zim | 2-2 |

|         | 2ª giornata                          |     |
|         |                                      |     |
| 1º ott. | CC Mariners-Buriram United           | 1-2 |
| 1º ott. | Kawasaki Frontale-Gwangju            | 0-1 |
| 1º ott. | Pohang Steelers-Shanghai Port        | 3-0 |
| 1º ott. | Johor Darul Ta'zim- Shanghai Shenhua | 3-0 |
| 2 ott.  | Vissel Kobe-Shandong Taishan         | 2-1 |
| 2 ott.  | Yokohama F Marinos-Ulsan HD          | 4-0 |

|         | 3ª giornata                         |     |
|         |                                     |     |
| 22 ott. | Gwangju-Johor Darul Ta'zim          | 3-1 |
| 22 ott. | Shanghai Port-CC Mariners           | 3-2 |
| 22 ott. | Shandong Taishan-Yokohama F Marinos | 2-2 |
| 22 ott. | Buriram United-Pohang Steelers      | 1-0 |
| 23 ott. | Ulsan HD-Vissel Kobe                | 0-2 |
| 23 ott. | Shanghai Shenhua-Kawasaki Frontale  | 2-0 |

|        | 4ª giornata                        |     |
|        |                                    |     |
| 5 nov. | CC Mariners- Shanghai Shenhua      | 2-2 |
| 5 nov. | Kawasaki Frontale-Shanghai Port    | 3-1 |
| 5 nov. | Vissel Kobe-Gwangju                | 2-0 |
| 5 nov. | Johor Darul Ta'zim-Ulsan HD        | 3-0 |
| 6 nov. | Pohang Steelers-Shandong Taishan   | 4-2 |
| 6 nov. | Yokohama F. Marinos-Buriram United | 5-0 |

|         | 3ª giornata                         |     |
|         |                                     |     |
| 22 ott. | Gwangju-Johor Darul Ta'zim          | 3-1 |
| 22 ott. | Shanghai Port-CC Mariners           | 3-2 |
| 22 ott. | Shandong Taishan-Yokohama F Marinos | 2-2 |
| 22 ott. | Buriram United-Pohang Steelers      | 1-0 |
| 23 ott. | Ulsan HD-Vissel Kobe                | 0-2 |
| 23 ott. | Shanghai Shenhua-Kawasaki Frontale  | 2-0 |

|        | 4ª giornata                        |     |
|        |                                    |     |
| 5 nov. | CC Mariners- Shanghai Shenhua      | 2-2 |
| 5 nov. | Kawasaki Frontale-Shanghai Port    | 3-1 |
| 5 nov. | Vissel Kobe-Gwangju                | 2-0 |
| 5 nov. | Johor Darul Ta'zim-Ulsan HD        | 3-0 |
| 6 nov. | Pohang Steelers-Shandong Taishan   | 4-2 |
| 6 nov. | Yokohama F. Marinos-Buriram United | 5-0 |

|         | 5ª giornata                         |     |
|         |                                     |     |
| 26 nov. | Vissel Kobe-CC Mariners             | 3-2 |
| 26 nov. | Ulsan HD-Shanghai Port              | 1-3 |
| 26 nov. | Shandong Taishan-Johor Darul Ta'zim | 1-0 |
| 26 nov. | Buriram United-Kawasaki Frontale    | 0-3 |
| 27 nov. | Gwangju-Shanghai Shenhua            | 1-0 |
| 27 nov. | Yokohama F. Marinos-Pohang Steelers | 2-0 |

|        | 6ª giornata                        |     |
|        |                                    |     |
| 3 dic. | CC Mariners-Yokohama F Marinos     | 0-4 |
| 3 dic. | Pohang Steelers-Vissel Kobe        | 3-1 |
| 3 dic. | Johor Darul Ta'zim-Buriram United  | 0-0 |
| 3 dic. | Shanghai Port-Gwangju              | 1-1 |
| 4 dic. | Kawasaki Frontale-Shandong Taishan | 4-0 |
| 4 dic. | Shanghai Shenhua-Ulsan HD          | 1-2 |

|         | 5ª giornata                         |     |
|         |                                     |     |
| 26 nov. | Vissel Kobe-CC Mariners             | 3-2 |
| 26 nov. | Ulsan HD-Shanghai Port              | 1-3 |
| 26 nov. | Shandong Taishan-Johor Darul Ta'zim | 1-0 |
| 26 nov. | Buriram United-Kawasaki Frontale    | 0-3 |
| 27 nov. | Gwangju-Shanghai Shenhua            | 1-0 |
| 27 nov. | Yokohama F. Marinos-Pohang Steelers | 2-0 |

|        | 6ª giornata                        |     |
|        |                                    |     |
| 3 dic. | CC Mariners-Yokohama F Marinos     | 0-4 |
| 3 dic. | Pohang Steelers-Vissel Kobe        | 3-1 |
| 3 dic. | Johor Darul Ta'zim-Buriram United  | 0-0 |
| 3 dic. | Shanghai Port-Gwangju              | 1-1 |
| 4 dic. | Kawasaki Frontale-Shandong Taishan | 4-0 |
| 4 dic. | Shanghai Shenhua-Ulsan HD          | 1-2 |

|         | 7ª giornata                          |     |
|         |                                      |     |
| 11 feb. | CC Mariners-Johor Darul Ta'zim       | 1-2 |
| 11 feb. | Vissel Kobe-Shanghai Port            | 4-0 |
| 11 feb. | Pohang Steelers-Kawasaki Frontale    | 0-4 |
| 11 feb. | Shandong Taishan-Gwangju             | 3-1 |
| 12 feb. | Yokohama F. Marinos-Shanghai Shenhua | 1-0 |
| 12 feb. | Buriram United-Ulsan HD              | 2-1 |

|         | 8ª giornata                        |      |
|         |                                    |      |
| 18 feb. | Gwangju-Buriram United             | 2-2  |
| 18 feb. | Kawasaki Frontale-CC Mariners      | 2-0  |
| 18 feb. | Shanghai Shenhua-Vissel Kobe       | 4-2  |
| 18 feb. | Johor Darul Ta'zim-Pohang Steelers | 5-2  |
| 19 feb. | Ulsan HD-Shandong Taishan          | n.d. |
| 19 feb. | Shanghai Port -Yokohama F Marinos  | 0-2  |

|         | 7ª giornata                          |     |
|         |                                      |     |
| 11 feb. | CC Mariners-Johor Darul Ta'zim       | 1-2 |
| 11 feb. | Vissel Kobe-Shanghai Port            | 4-0 |
| 11 feb. | Pohang Steelers-Kawasaki Frontale    | 0-4 |
| 11 feb. | Shandong Taishan-Gwangju             | 3-1 |
| 12 feb. | Yokohama F. Marinos-Shanghai Shenhua | 1-0 |
| 12 feb. | Buriram United-Ulsan HD              | 2-1 |

|         | 8ª giornata                        |      |
|         |                                    |      |
| 18 feb. | Gwangju-Buriram United             | 2-2  |
| 18 feb. | Kawasaki Frontale-CC Mariners      | 2-0  |
| 18 feb. | Shanghai Shenhua-Vissel Kobe       | 4-2  |
| 18 feb. | Johor Darul Ta'zim-Pohang Steelers | 5-2  |
| 19 feb. | Ulsan HD-Shandong Taishan          | n.d. |
| 19 feb. | Shanghai Port -Yokohama F Marinos  | 0-2  |

## Fase a eliminazione diretta
|  | Ottavi di finale   | Ottavi di finale   | Ottavi di finale | Ottavi di finale | Ottavi di finale |  |  | Quarti di finale        | Quarti di finale        | Quarti di finale  |                   |   | Semifinali | Semifinali | Semifinali        |                   |   | Finale | Finale | Finale |  |
|  |                    |                    |                  |                  |                  |  |  |                         |                         |                   |                   |   |            |            |                   |                   |   |        |        |        |  |
|  | Paxtakor           | Paxtakor           | 1                | 0                | 1                |  |  |                         |                         |                   |                   |   |            |            |                   |                   |   |        |        |        |  |
|  | Al-Hilal           | Al-Hilal           | 0                | 4                | 4                |  |  | Al-Hilal                | Al-Hilal                | 7                 |                   |   |            |            |                   |                   |   |        |        |        |  |
|  | Vissel Kōbe        | Vissel Kōbe        | 2                | 0                | 2                |  |  | Gwangju                 | Gwangju                 | 0                 |                   |   |            |            |                   |                   |   |        |        |        |  |
|  | Gwangju (dts)      | Gwangju (dts)      | 0                | 3                | 3                |  |  |                         |                         |                   |                   |   | Al-Hilal   | Al-Hilal   | 1                 |                   |   |        |        |        |  |
|  | Al-Rayyan          | Al-Rayyan          | 1                | 0                | 1                |  |  |                         |                         | Al-Ahli           | Al-Ahli           | 3 |            |            |                   |                   |   |        |        |        |  |
|  | Al-Ahli            | Al-Ahli            | 3                | 2                | 5                |  |  | Al-Ahli                 | Al-Ahli                 | 3                 |                   |   |            |            |                   |                   |   |        |        |        |  |
|  | Buriram Utd        | Buriram Utd        | 0                | 1                | 1                |  |  | Buriram Utd             | Buriram Utd             | 0                 |                   |   |            |            |                   |                   |   |        |        |        |  |
|  | Johor Darul Ta'zim | Johor Darul Ta'zim | 0                | 0                | 0                |  |  |                         |                         |                   |                   |   | Al-Ahli    | Al-Ahli    | 2                 |                   |   |        |        |        |  |
|  | Shanghai Haigang   | Shanghai Haigang   | 0                | 1                | 1                |  |  |                         |                         |                   |                   |   |            |            | Kawasaki Frontale | Kawasaki Frontale | 0 |        |        |        |  |
|  | Yokohama Marinos   | Yokohama Marinos   | 1                | 4                | 5                |  |  | Yokohama Marinos        | Yokohama Marinos        | 1                 |                   |   |            |            |                   |                   |   |        |        |        |  |
|  | Esteghlal          | Esteghlal          | 0                | 0                | 0                |  |  | Al-Nassr                | Al-Nassr                | 4                 |                   |   |            |            |                   |                   |   |        |        |        |  |
|  | Al-Nassr           | Al-Nassr           | 0                | 3                | 3                |  |  |                         |                         |                   |                   |   | Al-Nassr   | Al-Nassr   | 2                 |                   |   |        |        |        |  |
|  | Shanghai Shenhua   | Shanghai Shenhua   | 1                | 0                | 1                |  |  |                         |                         | Kawasaki Frontale | Kawasaki Frontale | 3 |            |            |                   |                   |   |        |        |        |  |
|  | Kawasaki Frontale  | Kawasaki Frontale  | 0                | 4                | 4                |  |  | Kawasaki Frontale (dts) | Kawasaki Frontale (dts) | 3                 |                   |   |            |            |                   |                   |   |        |        |        |  |
|  | Al-Wasl            | Al-Wasl            | 1                | 1                | 2                |  |  | Al-Sadd                 | Al-Sadd                 | 2                 |                   |   |            |            |                   |                   |   |        |        |        |  |
|  | Al-Sadd            | Al-Sadd            | 1                | 3                | 4                |  |  |                         |                         |                   |                   |   |            |            |                   |                   |   |        |        |        |  |

### Ottavi di finale
| Squadra 1        | Totale           | Squadra 2          | Andata           | Ritorno          |
| Asia Occidentale | Asia Occidentale | Asia Occidentale   | Asia Occidentale | Asia Occidentale |
| ---------------- | ---------------- | ------------------ | ---------------- | ---------------- |
| Paxtakor         | 1 - 4            | Al-Hilal           | 1 - 0            | 0 - 4            |
| Al-Rayyan        | 1 - 5            | Al-Ahli            | 1 - 3            | 0 - 2            |
| Esteghlal        | 0 - 3            | Al-Nassr           | 0 - 0            | 0 - 3            |
| Al-Wasl          | 2 - 4            | Al-Sadd            | 1 - 1            | 1 - 3            |
| Asia Orientale   |                  |                    |                  |                  |
| Shanghai Haigang | 1 - 5            | Yokohama Marinos   | 0 - 1            | 1 - 4            |
| Shanghai Shenhua | 1 - 4            | Kawasaki Frontale  | 1 - 0            | 0 - 4            |
| Buriram Utd      | 1 - 0            | Johor Darul Ta'zim | 0 - 0            | 1 - 0            |
| Vissel Kōbe      | 2 - 3            | Gwangju            | 2 - 0            | 0 - 3 (dts)      |

### Quarti di finale
| Squadra 1         | Risultato   | Squadra 2   |
| ----------------- | ----------- | ----------- |
| Al-Hilal          | 7 - 0       | Gwangju     |
| Al-Ahli           | 3 - 0       | Buriram Utd |
| Yokohama Marinos  | 1 - 4       | Al-Nassr    |
| Kawasaki Frontale | 3 - 2 (dts) | Al-Sadd     |

### Semifinali
| Squadra 1 | Risultato | Squadra 2         |
| --------- | --------- | ----------------- |
| Al-Hilal  | 1 - 3     | Al-Ahli           |
| Al-Nassr  | 2 - 3     | Kawasaki Frontale |

### Finale
| Arbitro: | Abdulrahman Al-Jassim |

|                       |           |  |
| Galeno 35’ Kessié 42’ | Marcatori |  |

## Classifica marcatori
| Gol |  |  | Giocatore           | Squadra            |
| --- |  |  | ------------------- | ------------------ |
| 10  |  |  | Salem Al-Dawsari    | Al-Hilal           |
| 9   |  |  | Riyad Mahrez        | Al-Ahli            |
| 8   |  |  | Jasir Asani         | Gwangju            |
| 8   |  |  | Cristiano Ronaldo   | Al-Nassr           |
| 8   |  |  | Anderson Lopes      | Yokohama Marinos   |
| 6   |  |  | Aleksandar Mitrović | Al-Hilal           |
| 5   |  |  | Roberto Firmino     | Al-Ahli            |
| 5   |  |  | Akram Afif          | Al-Sadd            |
| 5   |  |  | Ivan Toney          | Al-Ahli            |
| 5   |  |  | Arif Aiman          | Johor Darul Ta'zim |
| 5   |  |  | Matías Vargas       | Shanghai Haigang   |